# Sipelsneon
Sipelsneon is een jaarmarkt, die op de laatste zaterdag in juni wordt gehouden te Sloten, Friesland. Dit Friese woord betekent letterlijk 'ui-zaterdag'. Sloten wordt ook wel de sipelstêd genoemd; letterlijk: uistad. Dit door het bovenaanzicht van de stad Sloten, waarbij de originele stad de vorm van een ui heeft.
Elk jaar, op de laatste zaterdag van juni, staan er rond de gracht van Sloten talloze kraampjes. Op het grasveld naast de St.Fredericuskerk is de traditionele kindervrijmarkt en op het terrein van de veevoederfabriek wordt meestal een rommelmarkt gehouden ten behoeve van een plaatselijke vereniging. Ook worden er artikelen verkocht door de bewoners van de stad. Dit wordt gedaan op de stoepen voor de huizen.
Ook zijn de bezienswaardigheden en winkels allen geopend. Bij korenmolen "De Kaai" uit 1755 wordt elk jaar koffie met (pannen)koek verkocht, uiteraard gebakken van eigen gemalen meel. Ook is de molen geopend voor bezichtiging en meelverkoop. Daarnaast is ook het museum Stedhûs Sleat, de Grutte tsjerke en de St.Fredericuskerk geopend voor bezichtiging.
Ook wordt er ieder jaar wel iets bijzonders georganiseerd. Zo zijn er in 2007 en 2008, helikoptervluchten boven de stad geweest. En in 2009 en 2010 waren er bij camping De Jerden, aan de Lytse Jerden, het gehele weekend modeltreintjes aanwezig voor de geïnteresseerden en jeugdige kijkers. 